# 클라크 스타디움
클라크 스타디움(Clarke Stadium)은 캐나다 앨버타주 에드먼턴에 위치한 다목적 경기장 있으며, 과거 CFL 에드먼턴 엘크스의 홈경기장으로 사용했고, 과거 NASL FC 에드먼턴의 홈경기장으로 사용했다.